# Costanzo Porta
Costanzo Porta (Cremona, 1528 o 1529 – Padova, 19 maggio 1601) è stato un compositore italiano, uno dei maggiori rappresentanti della Scuola veneziana.
Unanimemente riconosciuto come esperto contrappuntista dai contemporanei, è stato per tutta la vita compositore ed insegnante.

## Biografia
Costanza Porta nacque a Cremona, ed entrò in tenera età nell'Ordine dei Frati Minori Conventuali. Venne successivamente educato presso il convento di Porta San Luca, sempre a Cremona. Intorno al 1550 iniziò a studiare con Adrian Willaert, fiammingo, grande maestro di cappella della Basilica di San Marco a Venezia. Frequentando la scuola di Willaert, fondò la cappella musicale della Basilica di Santa Maria Gloriosa dei Frari, a Venezia. Sempre nella scuola di Willaert incontrò Claudio Merulo da Correggio, di cui sarà amico per tutta la vita.
Nel 1552 Porta diventò maestro di cappella presso il Duomo di Osimo, dove trascorse un periodo di intensa attività. Nel 1559 fu in rapporti con il ducato di Urbino e con il duca Guidobaldo II Della Rovere; alla figlia di questo, Virginia della Rovere, dedicò il suo Primo libro di madrigali a cinque voci. Nel 1565 giunse a Padova, dove sarebbe dovuto rimanere per tre anni, ma nel 1567 il cardinale Giulio Della Rovere lo richiese a Ravenna per la cappella metropolitana. Qui fondò inoltre una cappella musicale che il cardinale Della Rovere, protettore e amministratore tra l'altro della Basilica di Loreto, volle affidargli.
Il giorno 3 settembre 1578 morì a Fossombrone il cardinale Della Rovere, suo protettore. Poco tempo dopo, a seguito di una visita del cardinale Carlo Borromeo, arcivescovo di Milano a Loreto, ricevette dal porporato l'offerta di prendere la direzione della Cappella Musicale della propria cattedrale. Porta cortesemente declinò l'invito, ma inviò a Milano uno dei suoi allievi, Giulio Cesare Gabussi.
Ormai la sua fama era tanto grande, che numerosi compositori tributarono a Porta l'onore di averli introdotti all'arte del contrappunto. Trascorse i suoi ultimi anni a Padova, presso la Basilica di Sant'Antonio di Padova, morendo in questa città il 19 maggio 1601.

## Opere

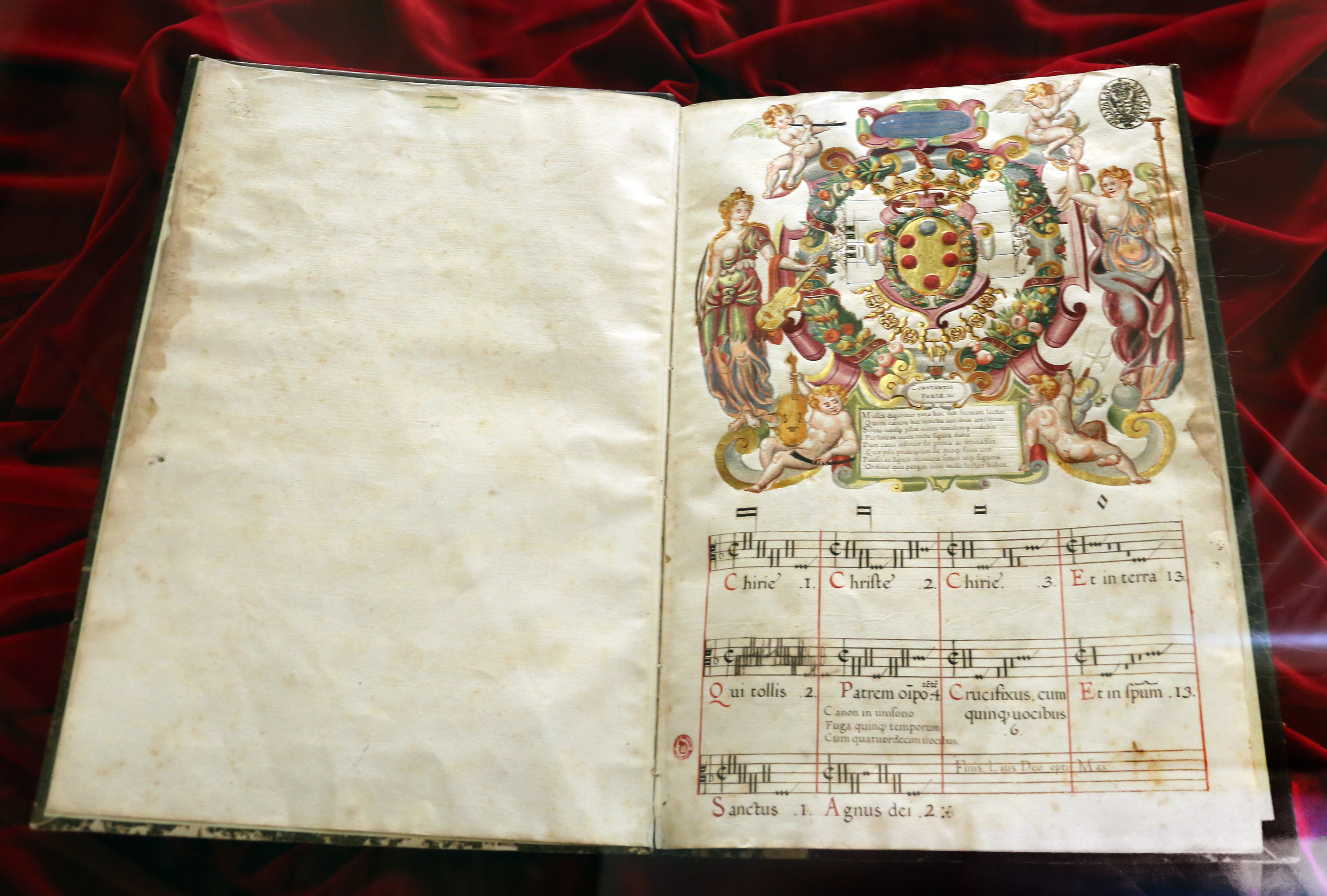
Missa Ducalis, 1565 ca.

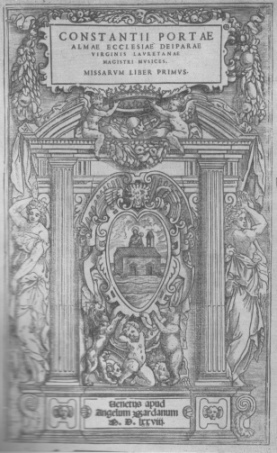
Frontespizio di un'opera

Di Costanzo Porta vi sono circa settecento composizioni, tra cui diciotto messe a più voci. A metà degli anni Sessanta fino agli inizi degli anni Settanta, la Pontificia Biblioteca Antoniana diede alle stampe l'opera omnia di Porta, curata da Giovanni Luisetto e Siro Cisilino. Tra queste si ricordano:
- 100 antiphonae super cantu plano de comuni sanctorum. Hymni de festis et de comuni. Magnificat octo tonorum. Missa quatuor vocum inedita, Biblioteca Antoniana, Padova 1970.
- Antiphonae quatuor vocum super cantu plano. Ineditae, Biblioteca Antoniana, Padova 1966.
- Hymnodia sacra quatuor vocum. Totius per anni circulum, Biblioteca Antoniana, Padova 1966.
- Il primo libro di madrigali a cinque voci, Biblioteca Antoniana, Padova 1966.
- Il secondo libro di madrigali a cinque voci, 1569, Biblioteca Antoniana, Padova 1968.
- Il terzo libro di madrigali a cinque voci, Biblioteca Antoniana, Padova 1969.
- Il quarto libro di madrigali a cinque voci, 1586, Biblioteca Antoniana, Padova 1969.
- Il primo libro di madrigali a quattro voci, 1555, Biblioteca Antoniana, Padova 1967.
- Litaniae deiparae Virginis Mariae octo vocum, Biblioteca Antoniana, Padova 1968.
- Magnificat octo, duodecim, sexdecim vocum, Biblioteca Antoniana, Padova 1969.
- Missae tres ineditae: Missa Ducalis. Missa Da pacem. Missa mortuorum, Biblioteca Antoniana, Padova 1965.
- Missarum liber primus. Pars prima, 1578, Biblioteca Antoniana, Padova 1969.
- Missarum liber primus. Pars secunda, 1578, Biblioteca Antoniana, Padova 1969.
- Motecta quatuor vocum, Biblioteca Antoniana, Padova 1964.
- Motecta quinque vocum. Liber primus, 1555, Biblioteca Antoniana, Padova 1965.
- Motecta quinque vocum. Liber secundus, 1605, Biblioteca Antoniana, Padova 1965.
- Motecta sex vocum. Liber primus, Biblioteca Antoniana, Padova 1971.
- Motecta sex vocum. Liber tertius, Biblioteca Antoniana, Padova 1971.
- Musica in introitus missarum quae in diebus dominicis celebrantur. Quinque vocum, 1566, Biblioteca Antoniana, Padova 1968.
- Musica sacra sparsa in raccolte stampate dell'epoca, Biblioteca Antoniana, Padova 1970.
- Musica sex canenda vocibus. Liber primus, Biblioteca Antoniana, Padova 1967.
- Musica sex canenda vocibus. Liber tertius, 1585, Biblioteca Antoniana, Padova 1967.